# Sverige i olympiska sommarspelen 2004
Sverige deltog vid de olympiska sommarspelen 2004 i Aten.
Svensk fanbärare vid invigningen var Lars Frölander.

## Medaljer
| Guld | Silver | Brons | Totalt antal medaljer |
| ---- | ------ | ----- | --------------------- |
| 4    | 2      | 1     | 7                     |

### Guld
- Carolina Klüft - Friidrott: sjukamp
- Stefan Holm - Friidrott: höjdhopp
- Christian Olsson - Friidrott: tresteg
- Henrik Nilsson och Markus Oscarsson - Kanot, K2, 1000 m

### Silver
- Ara Abrahamian - Brottning, 84 kg Grekisk-romersk stil
- Malin Baryard-Johnsson, Rolf-Göran Bengtsson, Peder Fredricson och Peter Eriksson - Ridsport: Lagtävlingen i hoppning i ridsport vid olympiska sommarspelen 2004  (de tog från början brons, men flyttades upp till silverplats efter det att en av hästarna i det tyska guldlaget ertappades som dopad)

### Brons
- Therese Torgersson och Vendela Zachrisson - Segling: 470

## Badminton
| Idrottare                         | Gren        | Sextondelsfinaler                          | Åttondelsfinaler                                     | Kvartsfinaler                  | Semifinaler          | Final                | Final     |
| Idrottare                         | Gren        | Motståndare Resultat                       | Motståndare Resultat                                 | Motståndare Resultat           | Motståndare Resultat | Motståndare Resultat | Placering |
| --------------------------------- | ----------- | ------------------------------------------ | ---------------------------------------------------- | ------------------------------ | -------------------- | -------------------- | --------- |
| Marina Andrievskaia               | Damsingel   | Zhang (CHN) L 11–4, 3–11, 7–11             | Gick inte vidare                                     | Gick inte vidare               | Gick inte vidare     | Gick inte vidare     | =17       |
| Fredrik Bergström Johanna Persson | Mixeddubbel | Beres / Patrick (CAN) W 15–17, 15–11, 15–4 | Prapakamol / Thungthongkam (THA) W 3–15, 17–15, 15–3 | Zhang / Gao (CHN) L 3–15, 1–15 | Gick inte vidare     | Gick inte vidare     | =5        |

## Beachvolley
Herrar
- Björn Berg och Simon Dahl, utslagna i kvartsfinal

## Bordtennis
| Idrottare                      | Gren       | Omgång 1             | Omgång 2                   | Omgång 3                | Omgång 4             | Kvartsfinaler              | Semifinaler          | Final                  |   |
| Idrottare                      | Gren       | Motståndare Resultat | Motståndare Resultat       | Motståndare Resultat    | Motståndare Resultat | Motståndare Resultat       | Motståndare Resultat | Motståndare Resultat   |   |
| ------------------------------ | ---------- | -------------------- | -------------------------- | ----------------------- | -------------------- | -------------------------- | -------------------- | ---------------------- | - |
| Peter Karlsson                 | Herrsingel | BYE                  | Yang (ITA) W 4–3           | Chuang (TPE) L 2–4      | Gick inte vidare     | Gick inte vidare           | Gick inte vidare     | Gick inte vidare       |   |
| Jörgen Persson                 | Herrsingel | BYE                  | Merotohun (NGR) W4–1       | Kreanga (GRE) W 4–0     | Chuang (TPE) L 1–4   | Gick inte vidare           | Gick inte vidare     | Gick inte vidare       |   |
| Jan-Ove Waldner                | Herrsingel | BYE                  | BYE                        | Karakašević (SCG) W 4–2 | Ma Lin (CHN) W 4–1   | Boll (GER) W 4–1           | Ryu S-M (KOR) L 1–4  | Wang Liqin (CHN) L 1–4 | 4 |
| Jörgen Persson Jan-Ove Waldner | Herrdubbel | BYE                  | Huang / Kassam (CAN) W 4–2 | Kong / Wang (CHN) W 4–1 | i.u.                 | Maze / Tugwell (DEN) L 1–4 | Gick inte vidare     | Gick inte vidare       |   |

## Boxning
| Idrottare      | Gren            | Sextondelsfinaler    | Åttondelsfinaler     | Kvartsfinaler        | Semifinaler          | Final                | Final     |
| Idrottare      | Gren            | Motståndare Resultat | Motståndare Resultat | Motståndare Resultat | Motståndare Resultat | Motståndare Resultat | Placering |
| -------------- | --------------- | -------------------- | -------------------- | -------------------- | -------------------- | -------------------- | --------- |
| Patrick Bogere | Lätt weltervikt | Brin (PHI) L 35–43   | Gick inte vidare     | Gick inte vidare     | Gick inte vidare     | Gick inte vidare     | =17       |

## Brottning
Fristil, damer
| Ida-Theres Karlsson | 55 kg | Lazareva (UKR) L 2–4 | Fonseca (PUR) W 4–0 | Verbeek (CAN) L 1–3 | Gomis (FRA) L 0–6 | 4  |
| Sara Eriksson       | 63 kg | Groß (GER) L 0–3     | Zygouri (GRE) L 3–5 | Gick inte vidare    | Gick inte vidare  | 10 |

Grekisk-romersk stil, herrar
| Jimmy Samuelsson   | 66 kg  | Galstyan (ARM) W 5–2    | Semenov (RUS) L 1–3      | i.u.                   | Kim I-S (KOR) W 3–1 | Mansurov (AZE) L 1–3  | Manukyan (KAZ) L 1–8 | 4  |
| Mohammad Babulfath | 74 kg  | Schneider (GER) L 0–4   | Samurgashev (RUS) L 0–9  | Shatskykh (UKR) L PA   | Gick inte vidare    | Gick inte vidare      | Gick inte vidare     | 20 |
| Ara Abrahamian     | 84 kg  | Matsumoto (JPN) W 5–0   | Bátky (SVK) W 4–0        | Kenjeev (KGZ) W 4–2    | BYE                 | Yerlikaya (TUR) W 3–0 | Mishin (RUS) L 1–1   | 2  |
| Martin Lidberg     | 96 kg  | Koguashvili (RUS) L 1–3 | Lisjtvan (BLR) L PA      | i.u.                   | Gick inte vidare    | Gick inte vidare      | Gick inte vidare     | 18 |
| Eddy Bengtsson     | 120 kg | Giorgadze (GEO) W 3–0   | Koutsioumpas (GRE) L 0–5 | Tsurtsumia (KAZ) L 1–7 | Gick inte vidare    | Gick inte vidare      | Gick inte vidare     | 12 |

## Bågskytte
Herrar
| Idrottare                                         | Gren         | Rankningsomgång | Rankningsomgång | 32-delsfinaler              | Sextondelsfinaler           | Åttondelsfinaler     | Kvartsfinaler        | Semifinaler          | Final                | Final     |
| Idrottare                                         | Gren         | Poäng           | Seed            | Motståndare Resultat        | Motståndare Resultat        | Motståndare Resultat | Motståndare Resultat | Motståndare Resultat | Motståndare Resultat | Placering |
| ------------------------------------------------- | ------------ | --------------- | --------------- | --------------------------- | --------------------------- | -------------------- | -------------------- | -------------------- | -------------------- | --------- |
| Jonas Andersson                                   | Individuellt | 653             | 26              | Barnes (AUS) W 160–151      | Tsyrempilov (RUS) L 160–162 | Gick inte vidare     | Gick inte vidare     | Gick inte vidare     | Gick inte vidare     | 25        |
| Mattias Eriksson                                  | Individuellt | 637             | 46              | van Alten (NED) L 146–152   | Gick inte vidare            | Gick inte vidare     | Gick inte vidare     | Gick inte vidare     | Gick inte vidare     | 39        |
| Magnus Petersson                                  | Individuellt | 673             | 2               | Thiamphasone (THA) W 158–95 | Godfrey (GBR) L 162–163     | Gick inte vidare     | Gick inte vidare     | Gick inte vidare     | Gick inte vidare     | 23        |
| Jonas Andersson Mattias Eriksson Magnus Petersson | Lagtävling   | 1963            | 6               | i.u.                        | i.u.                        | USA L 242–246        | Gick inte vidare     | Gick inte vidare     | 9                    |           |

## Cykling
Landsväg
| Idrottare          | Gren                | Tid             | Placering       |
| ------------------ | ------------------- | --------------- | --------------- |
| Magnus Bäckstedt   | Herrarnas linjelopp | Fullföljde inte | Fullföljde inte |
| Gustav Larsson     | Herrarnas linjelopp | 5:51:28         | 72              |
| Marcus Ljungqvist  | Herrarnas linjelopp | 5:41:56         | 14              |
| Thomas Lövkvist    | Herrarnas linjelopp | Did not finish  | Did not finish  |
| Thomas Lövkvist    | Herrarnas tempolopp | 1:03:43.70      | 33              |
| Susanne Ljungskog  | Damernas linjelopp  | 3:28:39         | 33              |
| Susanne Ljungskog  | Damernas tempolopp  | 35:17.25        | 25              |
| Madeleine Lindberg | Damernas linjelopp  | 3:33:35         | 49              |
| Camilla Larsson    | Damernas linjelopp  | Fullföljde inte | Fullföljde inte |

Mountainbike
| Idrottare          | Gren                  | Tid     | Placering |
| ------------------ | --------------------- | ------- | --------- |
| Fredrik Kessiakoff | Herrarnas terränglopp | 2:21:23 | 12        |
| Maria Östergren    | Damernas terränglopp  | 2:16:16 | 20        |

## Fotboll
Damer
| Nr          | Namn                   | Klubb 2004             | Födelsedatum     | Ålder     | Spelade   | Mål       | Y         | Y/R       | R         |
| Målvakter   | Målvakter              | Målvakter              | Målvakter        | Målvakter | Målvakter | Målvakter | Målvakter | Målvakter | Målvakter |
| ----------- | ---------------------- | ---------------------- | ---------------- | --------- | --------- | --------- | --------- | --------- | --------- |
| 1           | Caroline Jönsson       | Malmö FF               | 22 november 1977 | 26        | 5         | 0         | 0         | 0         | 0         |
| 18          | Hedvig Lindahl         | Linköping FC           | 29 oktober 1983  | 20        | 0         | 0         | 0         | 0         | 0         |
| Försvarare  |                        |                        |                  |           |           |           |           |           |           |
| 5           | Kristin Bengtsson      | Djurgården/Älvsjö      | 12 januari 1970  | 34        | 5         | 0         | 0         | 0         | 0         |
| 3           | Jane Törnqvist         | Djurgården/Älvsjö      | 9 maj 1975       | 29        | 2         | 0         | 0         | 0         | 0         |
| 4           | Hanna Marklund         | Umeå IK                | 26 november 1977 | 26        | 5         | 1         | 0         | 0         | 0         |
| 8           | Frida Östberg          | Umeå IK                | 10 december 1977 | 26        | 5         | 0         | 0         | 0         | 0         |
| 2           | Karolina Westberg      | Malmö FF               | 16 maj 1978      | 26        | 4         | 0         | 0         | 0         | 0         |
| 7           | Sara Larsson           | Malmö FF               | 13 maj 1979      | 25        | 4         | 1         | 0         | 0         | 0         |
| Mittfältare |                        |                        |                  |           |           |           |           |           |           |
| 9           | Malin Andersson        | Malmö FF               | 4 maj 1973       | 23        | 3         | 0         | 0         | 0         | 0         |
| 6           | Malin Moström          | Umeå IK                | 1 augusti 1975   | 29        | 5         | 1         | 0         | 0         | 0         |
| 14          | Linda Fagerström       | Djurgården/Älvsjö      | 17 mars 1977     | 27        | 3         | 0         | 0         | 0         | 0         |
| 15          | Therese Sjögran        | Malmö FF               | 8 april 1977     | 27        | 5         | 0         | 0         | 0         | 0         |
| 17          | Anna Sjöström          | Umeå IK                | 23 april 1977    | 27        | 5         | 0         | 0         | 0         | 0         |
| 13          | Lotta Schelin          | Kopparberg/Göteborg FC | 27 februari 1984 | 20        | 3         | 0         | 0         | 0         | 0         |
| Anfallare   |                        |                        |                  |           |           |           |           |           |           |
| 11          | Victoria Svensson      | Djurgården/Älvsjö      | 18 maj 1977      | 27        | 5         | 0         | 0         | 0         | 0         |
| 16          | Salina Olsson          | Hammarby IF DFF        | 29 augusti 1978  | 25        | 2         | 0         | 0         | 0         | 0         |
| 10          | Hanna Ljungberg        | Umeå IK                | 8 januari 1979   | 25        | 2         | 1         | 2         | 0         | 0         |
| 12          | Josefine Öqvist        | Bälinge IF             | 23 juli 1983     | 21        | 4         | 0         | 0         | 0         | 0         |
| Coach       |                        |                        |                  |           |           |           |           |           |           |
|             | Marika Domanski Lyfors |                        | 17 maj 1960      | 44        |           |           |           |           |           |

Gruppspel
| Lag     | Pld | W | D | L | GF | GA | GD | Pts |
| ------- | --- | - | - | - | -- | -- | -- | --- |
| Sverige | 2   | 1 | 0 | 1 | 2  | 2  | 0  | 3   |
| Nigeria | 2   | 1 | 0 | 1 | 2  | 2  | 0  | 3   |
| Japan   | 2   | 1 | 0 | 1 | 1  | 1  | 0  | 3   |

|  | 11 augusti 2004 18:00 | Sverige | 0 – 1   | Japan       | Panthessaliko Stadium, Volos          |                                       |
|  |                       |         | Rapport | Arakawa 24′ | Publik: 10,104 Domare: Gaye (Sengeal) | Publik: 10,104 Domare: Gaye (Sengeal) |
|  |                       |         |         |             | Publik: 10,104 Domare: Gaye (Sengeal) | Publik: 10,104 Domare: Gaye (Sengeal) |
|  |                       |         |         |             | Publik: 10,104 Domare: Gaye (Sengeal) | Publik: 10,104 Domare: Gaye (Sengeal) |

|  | 17 augusti 2004 18:00 | Sverige                  | 2 – 1   | Nigeria   | Panthessaliko Stadium, Volos                   |                                                |
|  |                       | Marklund 68′ Moström 73′ | Rapport | Akide 25′ | Publik: 21,597 Domare: de Oliveira (Brasilien) | Publik: 21,597 Domare: de Oliveira (Brasilien) |
|  |                       |                          |         |           | Publik: 21,597 Domare: de Oliveira (Brasilien) | Publik: 21,597 Domare: de Oliveira (Brasilien) |
|  |                       |                          |         |           | Publik: 21,597 Domare: de Oliveira (Brasilien) | Publik: 21,597 Domare: de Oliveira (Brasilien) |

Slutspel
|  | Kvartsfinaler             | Kvartsfinaler       |                       |         | Semifinaler | Semifinaler |  |  | Final             | Final |
|  |                           |                     |                       |         |             |             |  |  |                   |       |
|  | 20 augusti - Patras       |                     |                       |         |             |             |  |  |                   |       |
|  |                           |                     |                       |         |             |             |  |  |                   |       |
|  | Tyskland                  | 2                   |                       |         |             |             |  |  |                   |       |
|  | Tyskland                  | 2                   | 23 augusti - Heraklio |         |             |             |  |  |                   |       |
|  | Nigeria                   | 1                   |                       |         |             |             |  |  |                   |       |
|  | Nigeria                   | 1                   | Tyskland              | 1       |             |             |  |  |                   |       |
|  | 20 augusti - Thessaloniki |                     | Tyskland              | 1       |             |             |  |  |                   |       |
|  |                           | USA                 | 2                     |         |             |             |  |  |                   |       |
|  | USA                       | USA                 | 2                     | 2       |             |             |  |  |                   |       |
|  | USA                       |                     | 26 augusti - Aten     | 2       |             |             |  |  |                   |       |
|  | Japan                     | 1                   |                       |         |             |             |  |  |                   |       |
|  | Japan                     | 1                   | USA                   | 2       |             |             |  |  |                   |       |
|  | 20 augusti - Heraklio     |                     | USA                   | 2       |             |             |  |  |                   |       |
|  |                           | Brasilien           | 1                     |         |             |             |  |  |                   |       |
|  | Mexiko                    | Brasilien           | 1                     | 0       |             |             |  |  |                   |       |
|  | Mexiko                    | 23 augusti - Patras |                       | 0       |             |             |  |  |                   |       |
|  | Brasilien                 | 5                   |                       |         |             |             |  |  |                   |       |
|  | Brasilien                 | 5                   | Sverige               | 0       | Bronsmatch  | Bronsmatch  |  |  |                   |       |
|  | 20 augusti - Volos        |                     | Sverige               | 0       | Bronsmatch  | Bronsmatch  |  |  |                   |       |
|  |                           | Brasilien           | 1                     |         |             |             |  |  |                   |       |
|  | Sverige                   | Brasilien           | 1                     | 2       | Tyskland    | 1           |  |  |                   |       |
|  | Sverige                   |                     |                       | 2       | Tyskland    | 1           |  |  |                   |       |
|  | Australien                | 1                   |                       | Sverige | 0           |             |  |  |                   |       |
|  | Australien                | 1                   |                       |         | 0           |             |  |  |                   |       |
|  |                           |                     |                       |         |             |             |  |  | 26 augusti - Aten |       |
|  |                           |                     |                       |         |             |             |  |  |                   |       |

## Friidrott
Förkortningar
- Q = Kvalificerade sig på placering eller, i fältgrenarna, på resultat efter att ha nått kvalgränsen
- q = Kvalificerade sig på tid eller, i fältgrenarna, på placering utan att ha nått kvalgränsen
- i.u. = Ingen uppgift, omgången inte möjlig i grenen
- = = Delad placering

Bana, maraton och gång
| Idrottare       | Gren                       | Heat     | Heat      | Kvartsfinal | Kvartsfinal | Semifinal        | Semifinal        | Final            | Final            |
| Idrottare       | Gren                       | Resultat | Placering | Resultat    | Placering   | Resultat         | Placering        | Resultat         | Placering        |
| --------------- | -------------------------- | -------- | --------- | ----------- | ----------- | ---------------- | ---------------- | ---------------- | ---------------- |
| Robert Kronberg | 110 meter häck, herrar     | 13.47    | 3 Q       | 13.39       | 3 Q         | 13.42            | 7                | Gick inte vidare | Gick inte vidare |
| Mustafa Mohamed | 3 000 meter hinder, herrar | 8:19.37  | 4 q       | i.u.        | i.u.        | i.u.             | i.u.             | 8:18.05          | 13               |
| Johan Wissman   | 200 meter, herrar          | 20.60    | 5 q       | 20.74       | 5           | Gick inte vidare | Gick inte vidare | Gick inte vidare | Gick inte vidare |
| Jenny Kallur    | 100 meter häck, damer      | 13.11    | 5         | i.u.        | i.u.        | Gick inte vidare | Gick inte vidare | Gick inte vidare | Gick inte vidare |
| Susanna Kallur  | 100 meter häck, damer      | 12.89    | 3 q       | i.u.        | i.u.        | 12.67            | 7                | Gick inte vidare | Gick inte vidare |

Fältgrenar och sjukamp
| Idrottare           | Gren                  | Kval     | Kval      | Final            | Final            |
| Idrottare           | Gren                  | Resultat | Placering | Resultat         | Placering        |
| ------------------- | --------------------- | -------- | --------- | ---------------- | ---------------- |
| Stefan Holm         | Höjdhopp, herrar      | 2.28     | =1 Q      | 2.36             | 1                |
| Carolina Klüft      | Längdhopp, damer      | 6.73     | 5 Q       | 6.63             | 10               |
| Patrik Kristiansson | Stavhopp, herrar      | 5.60     | 20        | Gick inte vidare | Gick inte vidare |
| Christian Olsson    | Tresteg, herrar       | 17.68    | 1 Q       | 17.79            | 1                |
| Staffan Strand      | Höjdhopp, herrar      | 2.25     | =18       | Gick inte vidare | Gick inte vidare |
| Anna Söderberg      | Diskuskastning, damer | 55.49    | 35        | Gick inte vidare | Gick inte vidare |
| Linus Thörnblad     | Höjdhopp, herrar      | 2.20     | 24        | Gick inte vidare | Gick inte vidare |

Kombinerade grenar – Sjukamp
| Idrottare      | Gren     | 100H  | HJ   | SP    | 200 m | LJ   | JT    | 800 m   | Final | Placering |
| -------------- | -------- | ----- | ---- | ----- | ----- | ---- | ----- | ------- | ----- | --------- |
| Carolina Klüft | Resultat | 13.21 | 1.91 | 14.77 | 23.27 | 6.78 | 48.89 | 2:14.15 | 6952  | 1         |
| Carolina Klüft | Poäng    | 1093  | 1119 | 845   | 1052  | 1099 | 839   | 932     | 6952  | 1         |

## Gymnastik

### Artistisk
Damer
| Veronica Wagner | Mångkamp, ind. | 8.250 | 8.975 | 8.350 | 8.900 | 34.475 | 55 | Gick inte vidare | Gick inte vidare | Gick inte vidare | Gick inte vidare | Gick inte vidare | Gick inte vidare |

## Judo
Damer
| Sanna Askelöf | Halv lättvikt (-52 kg) | Savón (CUB) L | Gick inte vidare | Gick inte vidare | Gick inte vidare | Eun (KOR) W | Heylen (BEL) L | Gick inte vidare | Gick inte vidare | Gick inte vidare |

## Kanotsport
Herrarnas K-1 500 m
- Anders Gustafsson, utslagen i semifinal

Herrarnas K-2 500 m
- Henrik Nilsson och Markus Oscarsson, utslagna i semifinal

Herrarnas K-2 1000 m
- Henrik Nilsson och Markus Oscarsson, Guld

Damernas K-2 500 m
- Anna Karlsson och Sofia Paldanius, 8:e plats

## Modern femkamp
Herrarnas tävling
- Erik Johansson, 23:e plats

## Ridsport

### Dressyr
| Ryttare           | Häst        | Grand Prix | Grand Prix | Grand Prix Special | Grand Prix Special | Grand Prix Freestyle | Grand Prix Freestyle | Totalt | Totalt    |
| Ryttare           | Häst        | Poäng      | Placering  | Poäng              | Placering          | Poäng                | Placering            | Poäng  | Placering |
| ----------------- | ----------- | ---------- | ---------- | ------------------ | ------------------ | -------------------- | -------------------- | ------ | --------- |
| Jan Brink         | Briar       | 73,250     | 6          | 72,265             | 7                  | 76,65                | 11                   | 73,727 | 7         |
| Louise Nathhorst  | Guinness    | 66,583     | 31         | Ej kvalificerad    | Ej kvalificerad    | Ej kvalificerad      | Ej kvalificerad      | 66,583 | 31        |
| Tinne Vilhelmsson | Just Mickey | 66,917     | 29         | Ej kvalificerad    | Ej kvalificerad    | Ej kvalificerad      | Ej kvalificerad      | 66,917 | 29        |
| Minna Telde       | Sack        | 65,375     | 40         | Ej kvalificerad    | Ej kvalificerad    | Ej kvalificerad      | Ej kvalificerad      | 65,375 | 40        |

| Ryttare                                                | Häst     | Grand Prix                  | Totalt      | Totalt    |
| Ryttare                                                | Häst     | Poäng                       | Total poäng | Placering |
| ------------------------------------------------------ | -------- | --------------------------- | ----------- | --------- |
| Jan Brink Louise Nathorst Tinne Vilhelmson Minna Telde | som ovan | 73,250 66,917 66,583 65,375 | 68.917      | 6         |

### Fälttävlan
| Ryttare          | Häst           | Dressyr | Dressyr   | Terrängbana | Terrängbana | Hoppning | Hoppning  | Hoppning        | Hoppning        | Totalt | Totalt    |
| Ryttare          | Häst           | Dressyr | Dressyr   | Terrängbana | Terrängbana | Kval     | Kval      | Final           | Final           | Totalt | Totalt    |
| Ryttare          | Häst           | Straff  | Placering | Straff      | Placering   | Straff   | Placering | Straff          | Placering       | Straff | Placering |
| ---------------- | -------------- | ------- | --------- | ----------- | ----------- | -------- | --------- | --------------- | --------------- | ------ | --------- |
| Linda Algotsson  | Stand By Me    | 43,6    | 12        | 38,80       | 47          | 8,00     | 42        | ej kvalificerad | ej kvalificerad | 90,4   | 42        |
| Sara Algotsson   | Robin des Bois | 56,6    | 37        | 11,20       | 37          | 12,00    | 33        | ej kvalificerad | ej kvalificerad | 79,80  | 33        |
| Magnus Gällerdal | Keymaster      | 61      | 47        | 2,80        | 31          | 0,00     | 22        | 8,00            | 17              | 71,8   | 17        |

| Ryttare                                         | Häst     | Dressyr | Dressyr   | Terrängbana | Terrängbana | Hoppning | Hoppning  | Totalt | Totalt    |
| Ryttare                                         | Häst     | Straff  | Placering | Straff      | Placering   | Straff   | Placering | Straff | Placering |
| ----------------------------------------------- | -------- | ------- | --------- | ----------- | ----------- | -------- | --------- | ------ | --------- |
| Linda Algotsson Sara Algotsson Magnus Gällerdal | som ovan | 161,2   |           | 214         |             | 234      |           | 234.0  | 9         |

### Hoppning
| Tävlande             | Häst            | Kvalifikation | Kvalifikation | Kvalifikation | Kvalifikation | Kvalifikation | Kvalifikation | Kvalifikation | Kvalifikation | Final           | Final           | Final           | Final           | Final           | Total     |
| Tävlande             | Häst            | Runda 1       | Runda 1       | Runda 2       | Runda 2       | Runda 2       | Runda 3       | Runda 3       | Runda 3       | Runda A         | Runda A         | Runda B         | Runda B         | Runda B         | Total     |
| Tävlande             | Häst            | Straff        | Placering     | Straff        | Total         | Placering     | Straff        | Total         | Placering     | Straff          | Placering       | Straff          | Totalt          | Placering       | Placering |
| -------------------- | --------------- | ------------- | ------------- | ------------- | ------------- | ------------- | ------------- | ------------- | ------------- | --------------- | --------------- | --------------- | --------------- | --------------- | --------- |
| Malin Baryard        | Butterfly Flip  | 0             | 1             | 8             | 8             | 16            | 4             | 12            | 13            | 12              | 30              | Ej kvalificerad | Ej kvalificerad | Ej kvalificerad | 29        |
| Rolf-Göran Bengtsson | Mac Kinley      | 4             | 19            | 0             | 4             | 5             | 0             | 4             | 3             | 8               | 12              | 4               | 12              | 5               | 4         |
| Peter Eriksson       | Cardento        | 5             | 31            | 4             | 9             | 23            | 10            | 19            | 28            | Ej kvalificerad | Ej kvalificerad | Ej kvalificerad | Ej kvalificerad | Ej kvalificerad | -         |
| Peder Fredricson     | Magic Bengtsson | 0             | 1             | 8             | 8             | 16            | 4             | 12            | 13            | 8               | 12              | 4               | 12              | 5               | 4         |

| Ryttare                                                            | Häst     | Runda 1 | Runda 1   | Runda 2 | Runda 2   | Placering |
| Ryttare                                                            | Häst     | Straff  | Placering | Straff  | Placering | Placering |
| ------------------------------------------------------------------ | -------- | ------- | --------- | ------- | --------- | --------- |
| Malin Baryard Rolf-Göran Bengtsson Peter Eriksson Peder Fredricson | som ovan | 12      |           | 20      |           | 2         |

## Rodd
Damer
| Idrottare      | Gren          | Heat    | Heat      | Återkval | Återkval  | Semifinal | Semifinal | Final   | Final     | Final |
| Idrottare      | Gren          | Tid     | Placering | Tid      | Placering | Tid       | Placering | Tid     | Placering |       |
| -------------- | ------------- | ------- | --------- | -------- | --------- | --------- | --------- | ------- | --------- | ----- |
| Frida Svensson | Singelsculler | 7:54,29 | 3 R       | 7:35,35  | 1 SA/B    | 7:53,83   | 5 FB      | 7:32,02 | 8         |       |

## Segling
Herrar
| Seglare                       | Gren      | Lopp | Lopp | Lopp | Lopp | Lopp | Lopp | Lopp | Lopp | Lopp | Lopp | Lopp | Summerad poäng | Finalplacering |
| Seglare                       | Gren      | 1    | 2    | 3    | 4    | 5    | 6    | 7    | 8    | 9    | 10   | M*   | Summerad poäng | Finalplacering |
| ----------------------------- | --------- | ---- | ---- | ---- | ---- | ---- | ---- | ---- | ---- | ---- | ---- | ---- | -------------- | -------------- |
| Daniel Birgmark               | Finnjolle | 12   | 13   | 11   | 14   | 14   | 10   | 4    | 7    | 17   | 16   | 21   | 118            | 14             |
| Martin Andersson Johan Molund | 470       | 18   | 15   | 8    | 22   | 1    | 16   | 12   | 4    | 2    | 3    | 15   | 94             | 4              |
| Anders Ekström Fredrik Lööf   | Starbåt   | 15   | 8    | OCS  | 14   | 10   | 1    | 14   | 2    | 15   | 9    | 8    | 96             | 12             |

M = Medaljlopp; EL = Eliminerad – gick inte vidare till medaljloppet;
Damer
| Seglare                               | Gren | Lopp | Lopp | Lopp | Lopp | Lopp | Lopp | Lopp | Lopp | Lopp | Lopp | Lopp | Summerad poäng | Finalplacering |
| Seglare                               | Gren | 1    | 2    | 3    | 4    | 5    | 6    | 7    | 8    | 9    | 10   | M*   | Summerad poäng | Finalplacering |
| ------------------------------------- | ---- | ---- | ---- | ---- | ---- | ---- | ---- | ---- | ---- | ---- | ---- | ---- | -------------- | -------------- |
| Therese Torgersson Vendela Zachrisson | 470  | 9    | 10   | 7    | 2    | 3    | 14   | 9    | 6    | 7    | 7    | 3    | 63             | 3              |

M = Medaljlopp; EL = Eliminerad – gick inte vidare till medaljloppet;
Öppen
| Seglare                             | Gren    | Lopp | Lopp | Lopp | Lopp | Lopp | Lopp | Lopp | Lopp | Lopp | Lopp | Lopp | Summerad poäng | Finalplacering |
| Seglare                             | Gren    | 1    | 2    | 3    | 4    | 5    | 6    | 7    | 8    | 9    | 10   | M*   | Summerad poäng | Finalplacering |
| ----------------------------------- | ------- | ---- | ---- | ---- | ---- | ---- | ---- | ---- | ---- | ---- | ---- | ---- | -------------- | -------------- |
| Karl Suneson                        | Laser   | 5    | 10   | 9    | 25   | 2    | 9    | 4    | 8    | 17   | 15   | 25   | 104            | 6              |
| Kristian Mattsson Martin Strandberg | Tornado | 10   | 11   | 9    | 14   | 15   | 15   | 15   | 14   | 9    | 12   | 4    | 113            | 14             |

M = Medaljlopp; EL = Eliminerad – gick inte vidare till medaljloppet;

## Simning
50 m frisim herrar
- Stefan Nystrand, 4:e plats

100 m frisim herrar
- Stefan Nystrand, utslagen i kvalet

100 m fjärilsim herrar
- Erik Andersson, utslagen i kvalet

100 m bröstsim herrar
- Martin Gustavsson, utslagen i kvalet

200 m bröstsim herrar
- Martin Gustavsson, utslagen i kvalet

4x100 m frisim herrar
- Eric la Fleur, Stefan Nystrand, Mattias Ohlin och Lars Frölander, dikvalificerade i kvalet

50 m frisim damer
- Anna-Karin Kammerling, utslagen i kvalet
- Therese Alshammar, 4:e plats

100 m frisim damer
- Johanna Sjöberg, utslagen i kvalet
- Josefin Lillhage, utslagen i semifinal

200 m frisim damer
- Josefin Lillhage, 8:e plats

100 m fjärilsim damer
- Johanna Sjöberg, utslagen i kvalet
- Anna-Karin Kammerling, utslagen i semifinal

100 m bröstsim damer
- Maria Östling, utslagen i kvalet

4x100 m frisim damer
- I kvalet
  - Josefin Lillhage, Cathrin Carlzon, Therese Alshammar och Johanna Sjöberg
- I finalen
  - Josefin Lillhage, Johanna Sjöberg, Therese Alshammar och Anna-Karin Kammerling, 7:e plats

4x200 m frisim damer
- I kvalet
  - Ida Mattsson, Josefin Lillhage, Lotta Wänberg och Johanna Sjöberg
- I finalen
  - Josefin Lillhage, Ida Mattsson, Malin Svahnström och Lotta Wänberg, 8:e plats

## Simhopp
Damer
| Idrottare     | Gren | Kval   | Kval      | Semifinal        | Semifinal        | Final            | Final            |
| Idrottare     | Gren | Poäng  | Placering | Poäng            | Placering        | Poäng            | Placering        |
| ------------- | ---- | ------ | --------- | ---------------- | ---------------- | ---------------- | ---------------- |
| Anna Lindberg | 3 m  | 255,63 | 19        | Gick inte vidare | Gick inte vidare | Gick inte vidare | Gick inte vidare |

## Skytte
Dubbeltrap herrar
- Håkan Dahlby, 5:e plats

Dubbeltrap damer
- Pia Hansen, 9:e plats

Gevär 50 m herrar
- Roger Hansson, 32:a plats
- Jonas Edman, 32:a plats

Luftgevär 10 m
- Sven Haglund, 29:e plats
- Marcus Åkerholm, 33:e plats

Running target
- Emil Andersson, 4:e plats
- Niklas Bergström, 12:e plats

## Tennis
| Spelare                          | Gren       | Omgång 1                              | Omgång 2                       | Åttondelsfinaler  | Kvartsfinaler     | Semifinaler       | Final / BM        | Final / BM       |
| Spelare                          | Gren       | Motståndare Poäng                     | Motståndare Poäng              | Motståndare Poäng | Motståndare Poäng | Motståndare Poäng | Motståndare Poäng | Placering        |
| -------------------------------- | ---------- | ------------------------------------- | ------------------------------ | ----------------- | ----------------- | ----------------- | ----------------- | ---------------- |
| Jonas Björkman                   | Herrsingel | Fish (USA) L 6–7(7–9), 0–1 RET        | Gick inte vidare               | Gick inte vidare  | Gick inte vidare  | Gick inte vidare  | Gick inte vidare  | Gick inte vidare |
| Thomas Enqvist                   | Herrsingel | Moyà (ESP) L 6–7(8–10), 7–6(9–7), 7–9 | Gick inte vidare               | Gick inte vidare  | Gick inte vidare  | Gick inte vidare  | Gick inte vidare  | Gick inte vidare |
| Joachim Johansson                | Herrsingel | Srichaphan (THA) W 6–2, 6–3           | Ljubičić (CRO) W 6–7(3–7), 4–6 | Gick inte vidare  | Gick inte vidare  | Gick inte vidare  | Gick inte vidare  | Gick inte vidare |
| Robin Söderling                  | Herrsingel | López (ESP) L 3–6, 6–3, 4–6           | Gick inte vidare               | Gick inte vidare  | Gick inte vidare  | Gick inte vidare  | Gick inte vidare  | Gick inte vidare |
| Jonas Björkman Joachim Johansson | Herrdubbel | i.u.                                  | Ančić / Ljubičić (CRO) L RET   | Gick inte vidare  | Gick inte vidare  | Gick inte vidare  | Gick inte vidare  | Gick inte vidare |
| Thomas Enqvist Robin Söderling   | Herrdubbel | i.u.                                  | Erlich / Ram (ISR) L 5–7, 3–6  | Gick inte vidare  | Gick inte vidare  | Gick inte vidare  | Gick inte vidare  | Gick inte vidare |

## Idrotter utan deltagande
- Baseboll
- Basket
- Fäktning
- Handboll
- Landhockey
- Taekwondo
- Triathlon
- Tyngdlyftning
- Vattenpolo
- Volleyboll